# Tălmaciu
Tălmaciu (en alemany: Talmesch; en hongarès: Nagytalmács) és una ciutat del comtat de Sibiu, al centre de Romania, 20 km (12 mi) al sud de la seu del comtat, Sibiu. Es troba a l'extrem oriental de la zona de Mărginimea Sibiului.
Segons el cens del 2011, el 95,3% dels habitants eren romanesos, el 3,3% gitanos, el 0,8% hongaresos i el 0,6% alemanys.

## Geografia
Tălmaciu es troba a la confluència dels rius Sadu i Cibin 2 km (1,2 mi) abans de la confluència del Cibin amb el riu Olt. Es troba en una de les vies d'accés principals entre Transsilvània i Valàquia, a l'entrada nord del pas Turnu Roșu ; hi passa la ruta europea E81. La ciutat administra dos pobles:
- Colonia Tălmaciu (Feltrinellitelep), 3 km al nord;
- Tălmăcel (Kistalmács), 3 km cap a l’oest.

També va administrar altres quatre pobles fins al 2004, quan es van separar per formar la comuna de Boița.

## Història
Els primers documents referents a Tălmaciu (Tholmach) són del 1318. Després de la colonització saxona de Transsilvània, Tălmaciu va ser el centre administratiu dels assentaments de Tălmăcel, Boița, Turnul Roșu, Racovița, Sebeșul de Jos i Plopi. Després del 1453 el centre administratiu es va traslladar a Sibiu. Es va convertir oficialment en una ciutat el 1989, com a resultat del programa de sistematització rural romanès.
Com que utilitzar el pas de l'Olt cap al sud requereix passar per Tălmaciu, ha estat testimoni de nombrosos esdeveniments històrics:
- Els romans hi van passar durant les batalles entre les tropes de l'emperador Trajà i el rei Decèbal de Dàcia.
- 1599: les tropes de Mihai Viteazu es van reagrupar aquí abans de la batalla de Șelimbăr.
- 1848: les tropes tsaristes van combatre l'exèrcit del general Bem.
- 1916: l'exèrcit romanès va utilitzar la ciutat per organitzar la batalla per Sibiu.

### Capital de factode la zona d'ocupació del primer exèrcit romanès a Transsilvània (16 - 28 de setembre de 1916)
El 29 d'agost de 1916, durant la batalla de Transsilvània, Tălmaciu, que llavors formava part de la meitat hongaresa d'Àustria-Hongria, va ser ocupada pel primer exèrcit romanès del general Ioan Culcer. La unitat més poderosa del 1r Exèrcit era el I Cos. Va ser el seu únic cos d'exèrcit i, com a tal, l'única unitat del primer exèrcit que comprenia diverses divisions.
El I Cos estava comandat pel general Ioan Popovici. A mitjan setembre, Culcer va traslladar la seu del I Cos a Tălmaciu, per dirigir les operacions de les dues divisions allà situades. Popovici va arribar a Tălmaciu juntament amb el seu personal el 16 de setembre. Tălmaciu va ser evacuat pels romanesos el 28 de setembre, cap al final de la batalla de Nagyszeben. Tălmaciu també va servir de base aèria per a l'esquadró del 1r Exèrcit, format per - segons la font - de 3 o 6 avions.

## Economia
Industrialment, Tălmaciu és la llar d’un dels fabricants i filadors de fils més importants de Romania. També hi ha fabricants de productes tèxtils i de fusta. L’aigua que flueix de les muntanyes s’utilitza per a una de les marques d’aigua embotellada més populars de Romania: Fântâna.

## Galeria d'imatges

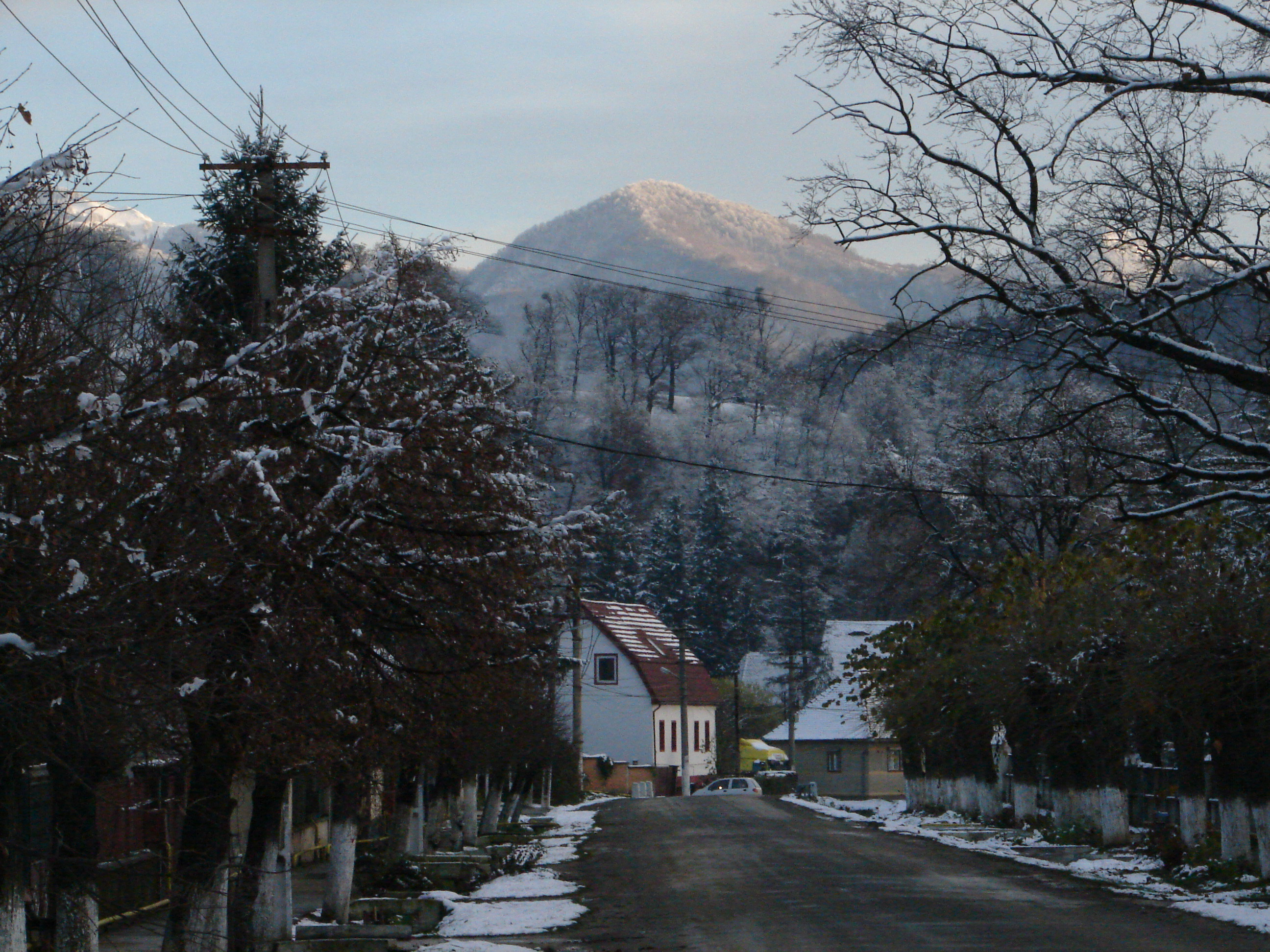
Vista de Tălmaciu
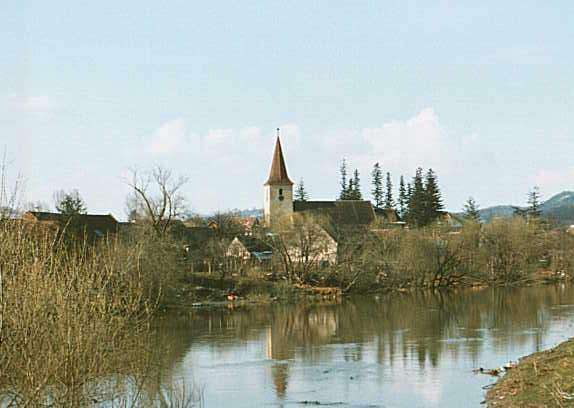
Església luterana saxona
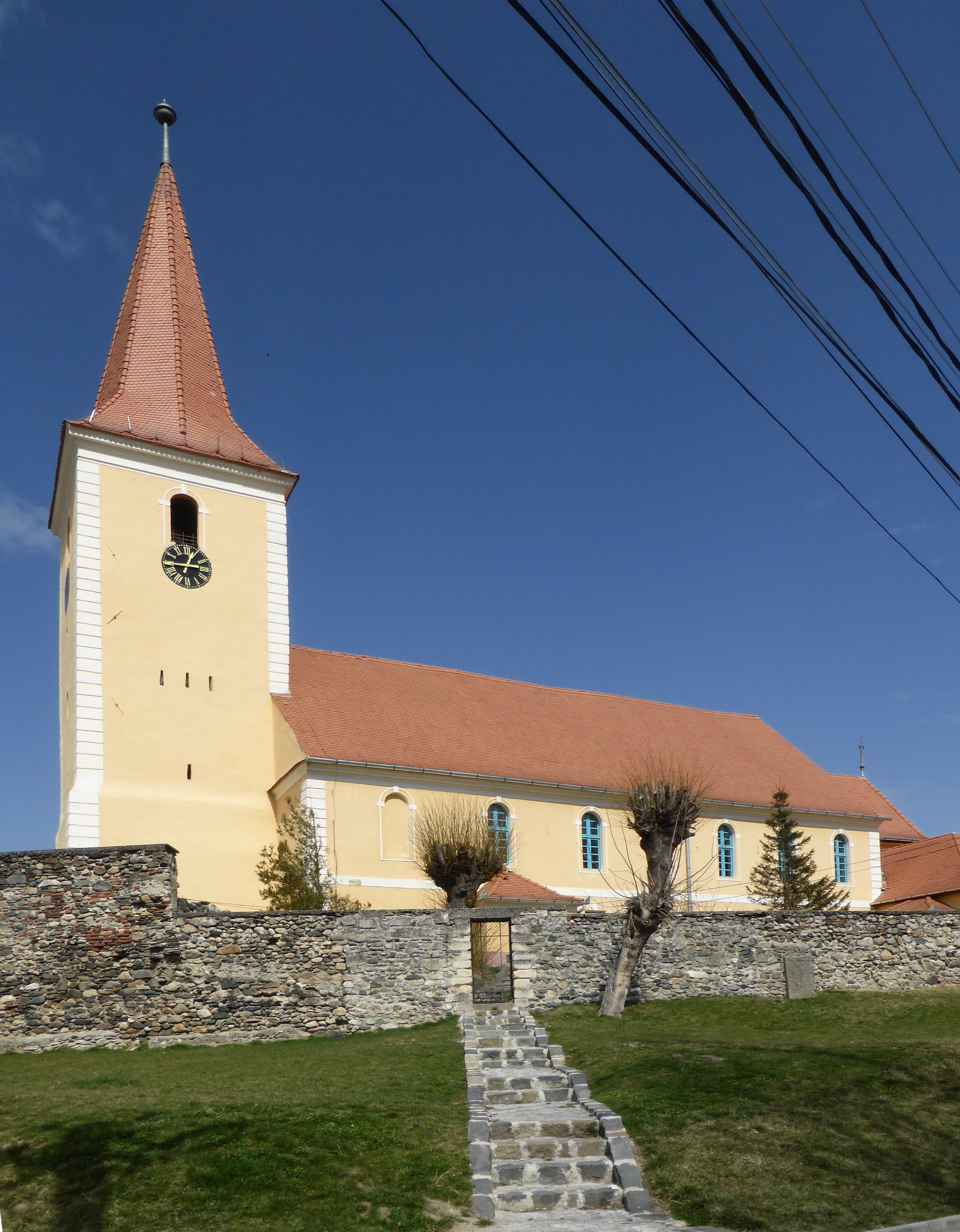
Església luterana saxona
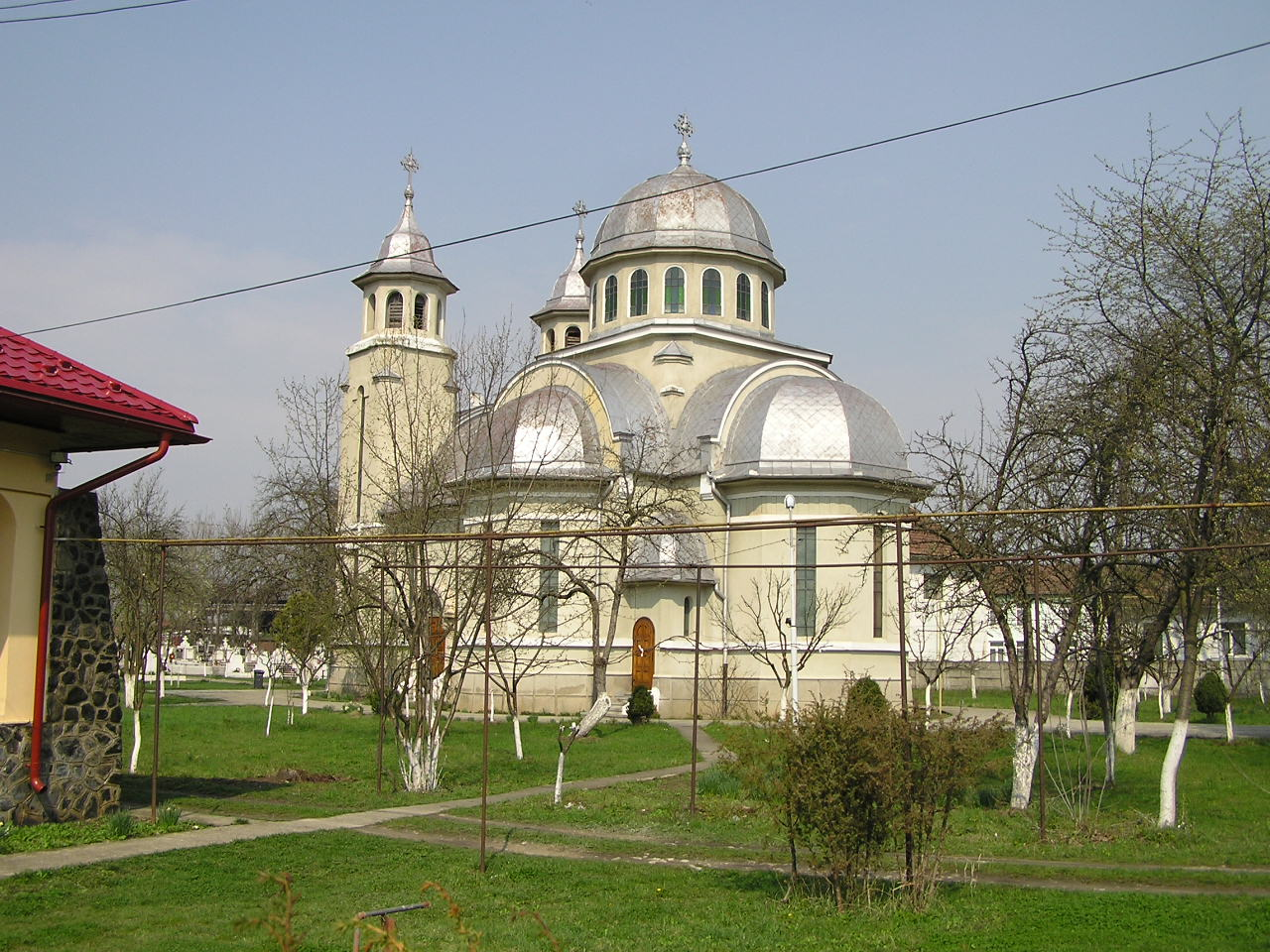
Església ortodoxa romanesa
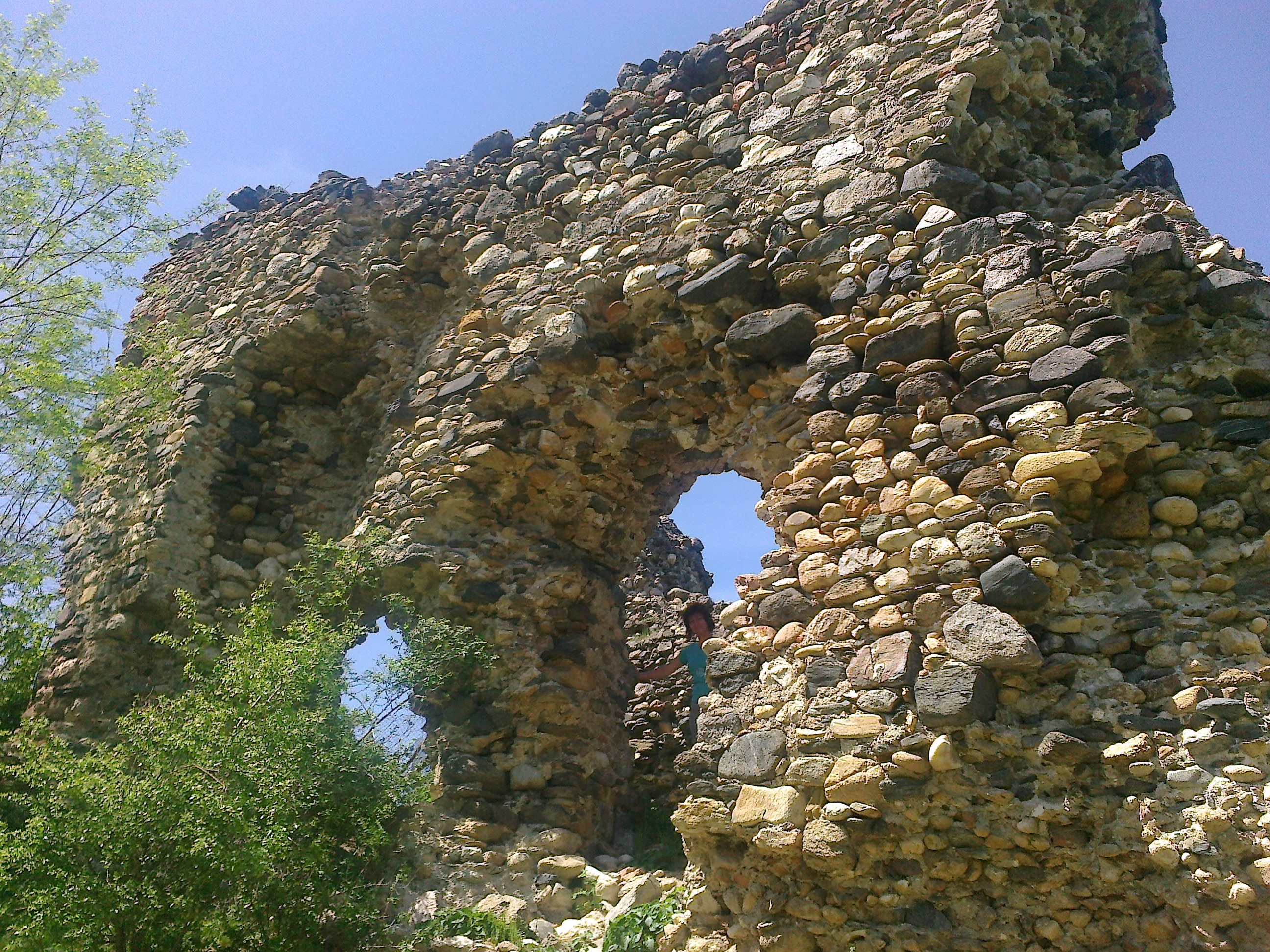
Ruïnes del castell de Landskrone